# Rhipidoglossum oxycentron
Rhipidoglossum oxycentron é uma espécie de orquídea, família Orchidaceae, que existe no leste do Zâmbia e em  Malawi. Trata-se de planta epífita, monopodial com caule que mede menos de doze centímetros de comprimento; cujas pequenas flores tem um igualmente pequeno nectário sob o labelo.

## Publicação e sinônimos
- Rhipidoglossum oxycentron (P.J.Cribb) Senghas, Schlechter Orchideen 1(16-18): 1111 (1986).

Sinônimos homotípicos:
- Diaphananthe oxycentron P.J.Cribb, Kew Bull. 32: 180 (1977).
- Angraecopsis oxycentron (P.J.Cribb) R.Rice, Prelim. Checklist & Survey Subtrib. Aerangidinae (Orchidac.): 19 (2005).